# Pour en arriver là
 (novembre 2009).
Si vous disposez d'ouvrages ou d'articles de référence ou si vous connaissez des sites web de qualité traitant du thème abordé ici, merci de compléter l'article en donnant les références utiles à sa vérifiabilité et en les liant à la section « Notes et références ».
Albums de Dalida
The Best of Dalida: Volume 2
(1987) La Voix de l'amour
(1988)
Pour en arriver là (Dalida for ever) est le titre d'une compilation parue lors du décès de la chanteuse Dalida en 1987. Cette compilation regroupe des chansons intimistes de la star enregistrée entre 1971 et 1984. L'album a été commercialisé en 33 tours et en format CD. La plage de titre a été extraite en 45 tours et un clip a été monté sur base d'images d'archives pour faire la promotion de l'album.

## Face A
- Pour en arriver là
- Avec le temps
- Partir ou mourir
- Lucas
- Pour ne pas vivre seul
- Bravo

## Face B
- Voilà pourquoi je chante (version single)
- L'amour et moi
- Quand on n'a que l'amour
- À ma manière
- Mourir sur scène
- Et la vie continuera

## Bonus sur le CD
Le CD comporte également les chansons suivantes en bonus :
- Je suis malade
- Et tous ces regards.

## Extraits
- Pour en arriver là / Les hommes de ma vie

Le single a été pressé avec deux pochettes différentes. La chanson Les hommes de ma vie est extraite du précédent album de Dalida paru en 1986.